# VT05
VT05 — первый из выпускавшихся компанией DEC автономный компьютерный терминал с ЭЛТ-монитором, представленный в 1970 году. Известен своим очень футуристичным внешним видом.
Терминал мог отображать только прописные буквы. Вывод информации осуществлялся на экране диагональю 22 см, поделённом на 20 строк по 72 символа в строке. Терминал поддерживал управляющие символы, в том числе указание прямого адреса курсора, в то же время скроллинг (прокрутка) экрана производился только вперёд, функции редактирования не поддерживались. Также не было возможности выделения символов. VT05 поддерживал асинхронную передачу данных скоростью до 2400 бит/с.
Технически VT05 выполнен в виде модуля с четырёхсторонним расположением выводов для объединительной панели DEC стандартного форм-фактора. Платы устанавливались сбоку от обычного серийного ЭЛТ-монитора. В клавиатуре использовались ёмкостные сенсоры.
В качестве динамической памяти использовался сдвиговый регистр, произведённый по технологии КМОП. 
VT05 также мог работать в качестве чёрно-белого монитора стандарта RS-170 для видеомагнитофонов, видеокамер и других источников видеосигнала. VT05 имел видеовход и мог накладывать текст на показываемое видео, что позволяло использовать его в интерактивных видеосистемах.
В дальнейшем VT05 был заменён на VT50, который достаточно быстро сменили на VT52.